# Morti nel 312
| Questa pagina contiene informazioni ricavate automaticamente dalle voci biografiche con l'ausilio del template Bio e di un bot. L'aggiornamento è periodico e automatico e ricostruisce completamente la pagina. Se manca una persona in questa lista, sei pregato di non aggiungerla, ma accertati piuttosto che la sua voce biografica contenga il template Bio e che i dati anagrafici siano correttamente compilati. Se il template Bio manca, inseriscilo tu stesso o, in alternativa, metti l'avviso {{tmp\|Bio}} che ne segnala la mancanza. Se i dati riportati sono sbagliati, correggi direttamente la voce biografica; le modifiche saranno visibili in questa lista entro pochi giorni. Per chiarimenti vedi il progetto biografie. La lista contiene solo le 8 persone che sono citate nell'enciclopedia e per le quali è stato implementato correttamente il template Bio. Pagina aggiornata al 27 gen 2025. |

- 7 gennaio - Luciano di Antiochia, teologo romano
- 28 ottobre - Massenzio, imperatore romano (n. 278)
- 17 novembre - Laverio, militare romano
- Agatangelo di Roma, santo romano
- Clemente di Ancira, vescovo (n. 258)
- Maiorino di Cartagine, vescovo romano
- Rodippo, vescovo italiano
- Ruricio Pompeiano, militare romano